# Machimus submaculus
Machimus submaculus là một loài ruồi trong họ Asilidae. Machimus submaculus được Martin miêu tả năm 1975. Loài này phân bố ở vùng Tân nhiệt đới.